# سیارک ۵۳۲۱
سیارک ۵۳۲۱ (به انگلیسی: 5321 Jagras، نامگذاری:1985VN) پنج هزار و سیصد و بیست و یکمین سیارک کشف شده‌است که در ۱۴ نوامبر ۱۹۸۵ کشف شد.
قدر مطلق سیارک برابر ۱۳٫۰۰ است.